# Majesty of the Seas (schip, 1992)
De Majesty of the Seas is een cruiseschip van Royal Caribbean International.
De Majesty of the Seas is het oudste cruiseschip in de vloot van Royal Caribbean International. Majesty of the Seas werd gebouwd op de Chantiers de l'Atlantique scheepswerf in Saint-Nazaire en kwam in 1992 in de vaart. Het schip zelf bestaat uit 12 dekken, vol van activiteiten, entertainment en accommodatiemogelijkheden. Het is 268 meter lang, 32 meter breed en het kan ongeveer 2.744 passagiers vervoeren. De maximumsnelheid van het schip is 22 knopen (wat ongeveer gelijk is aan 40 km/u).

## Concept

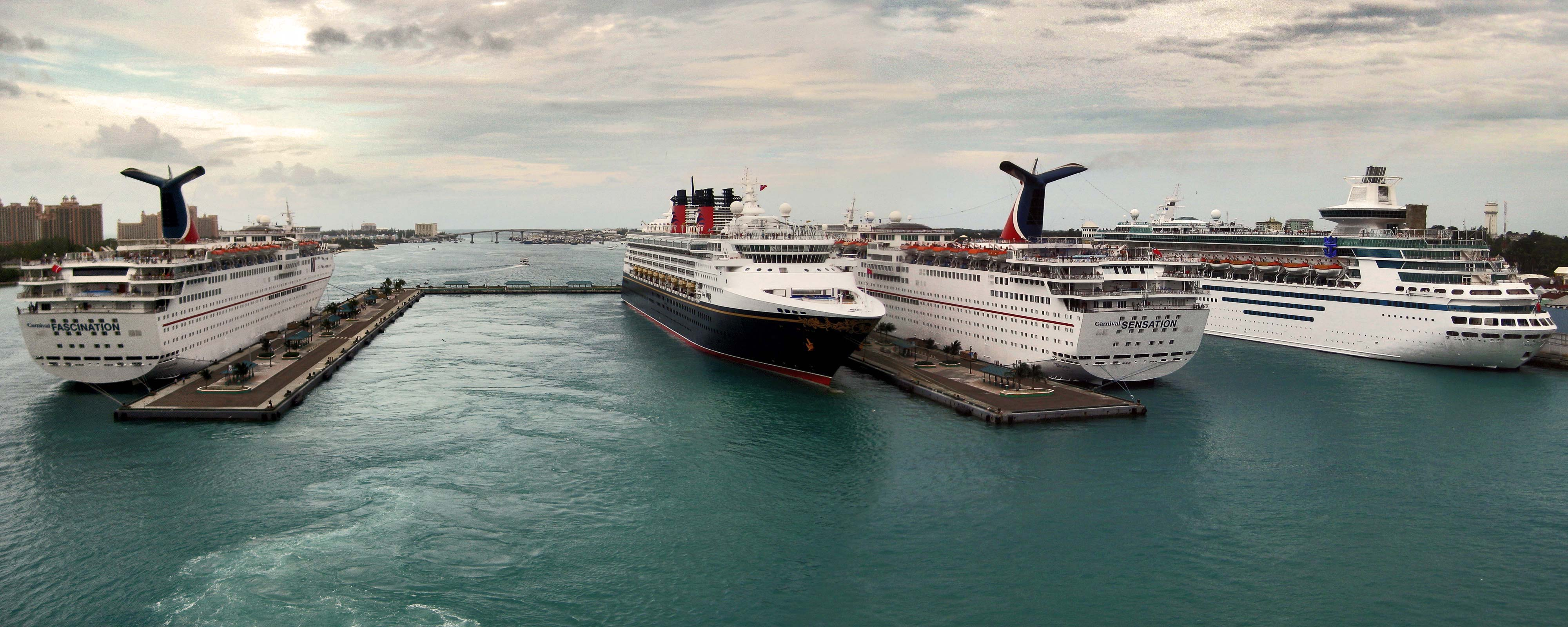
De Majesty of the Seas(rechts), samen met de Carnival Fascination, Carnival Sensation en Disney Wonder

De Majesty of the Seas bestaat onder andere uit een atrium van 7 verdiepingen met een marmeren trap, omringd door boetieks, winkels en lounges.